# Chen Jing
Chen Jing (陳靜T, 陈静S, Chén JìngP; Wuhan, 20 settembre 1968) è una tennistavolista taiwanese, di origine cinese, campionessa olimpica alle Olimpiadi di Seoul nel 1988.